# Mugurel Buga
Mugurel Mihai Buga (ur. 16 grudnia 1977 w Braszowie) – rumuński piłkarz grający na pozycji napastnika w FC Brașov.

## Dzieciństwo
W wieku 6 lat zaczął trenować piłkę nożną pod okiem Tiberiu Varzy. Nadał mu on przydomek Pele używany do dziś.

## Kariera klubowa
Karierę rozpoczął w FC Brașov w 1987. W 1997 został włączony do pierwszego zespołu, w którym zadebiutował 23 kwietnia 1997 z Farulem Konstanca. Grał w tym klubie do 2005 z przerwą na wypożyczenie do Rapidu Bukareszt. Pod koniec 2004 podpisał kontrakt z Rapidem. W 2008 został wypożyczony do FC Brașov. W 2010 trafił do Skody Ksanti. W 2011 wrócił do FC Brașov. W marcu 2013 rozegrał trzechsetny mecz w ekstraklasie rumuńskiej, a w lipcu 2013 został kapitanem drużyny na sezon 2013/2014.

## Kariera reprezentacyjna
Buga rozegrał 6 meczów dla reprezentacji Rumunii i strzelił 1 gola.

## Życie prywatne
W 2003 wziął ślub z Claudią Naghi. Ma z nią dwóch synów.